# عمارة أرمنية

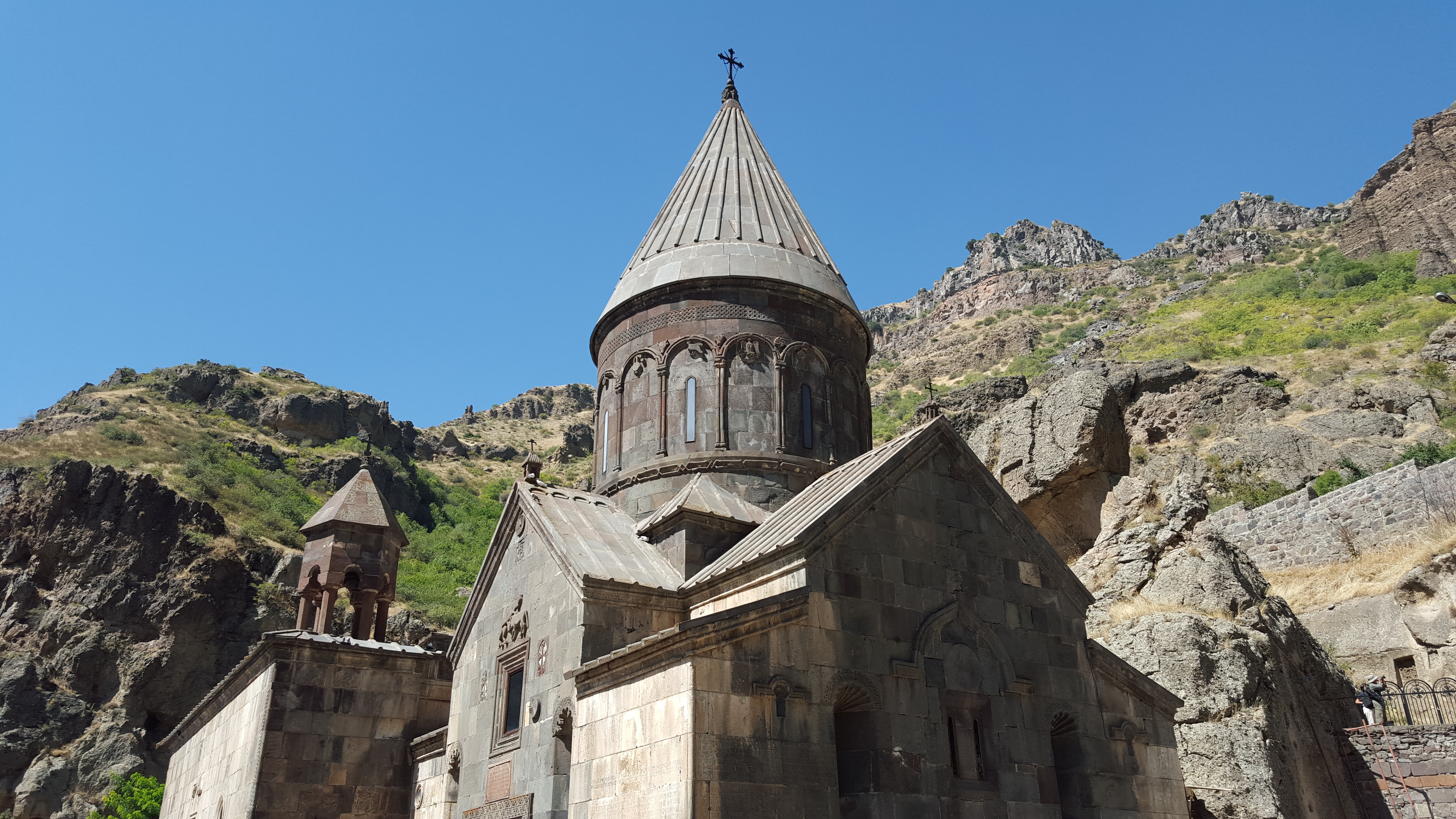
دير غيغارد القرن الثالث عشر

تتألف العمارة الأرمنية من أعمال معمارية ذات صلة جمالية أو تاريخية بالشعب الأرمني. يعتبر من الصعب وضع هذا النمط المعماري ضمن حدود جغرافية أو كرونولوجية دقيقة، ولكن تم إنشاء العديد من آثاره في مناطق أرمينيا التاريخية والمرتفعات الأرمنية.
وتعد الكنائس التي تعود إلى العصور الوسطى أفضل إنجاز للعمارة الأرمنية.